# Helmut Gätje
Helmut Gätje (* 16. November 1927 in Bremerhaven; † 8. März 1986) war ein deutscher Orientalist und ordentlicher Professor für Orientalistik an der Universität des Saarlandes.

## Schriften (Auswahl)
- Die ‚Parva Naturalia‘ des Aristoteles in der Bearbeitung des Averroës. Untersuchungen zur arabischen Philosophie. Dissertation, Tübingen 1955.
- Die Epitome der ‚Parva Naturalia‘ des Averroës. Harrassowitz Verlag, Wiesbaden 1961.
- Die arabische Übersetzung der Schrift des Alexander von Aphrodisias über die Farbe. Vandenhoeck & Ruprecht, Göttingen 1967.
- et al.: Wörterbuch der klassischen arabischen Sprache. Hrsg. durch die Deutsche Morgenländische Gesellschaft. Harrassowitz Verlag, Stuttgart 1970, ISBN 3-447-04078-5.
- Studien zur Überlieferung der aristotelischen Psychologie im Islam. Universitätsverlag Winter, Heidelberg 1971, ISBN 3-533-02155-6.
- Koran und Koranexegese (= Bibliothek des Morgenlandes). Artemis Verlag, Stuttgart 1971.
  - Übersetzung Alford T. Welch: The Qurʼān and its exegesis. Selected texts with classical and modern Muslim interpretations. Routledge & Kegan Paul, London 1976, ISBN 0-7100-8327-0.
- Zur Syntax der Determinationsverhältnisse im Arabischen. Deutsches Orient-Institut, Hamburg 1973.
- Bemerkungen zum System der Syllogismen. Universität des Saarlandes, Fach Orientalistik, Saarbrücken 1978.
- Das Kapitel über das Begehren aus dem mittleren Kommentar des Averroës zur Schrift über die Seele. North-Holland Pub., Amsterdam 1985.
- Zur Lehre von den Voraussetzungsschlüssen bei Avicenna. In: Zeitschrift für geschichte der Arabisch-Islamischen Wissenschaften. Band 2, 1985, S. 140–204.
- (als Hrsg. des Gesamtwerkes): Grundriss der arabischen Philologie.
  - Bd. 1: Sprachwissenschaft. Hrsg. von Wolfdietrich Fischer. Reichert Verlag, Wiesbaden 1982, ISBN 3-88226-144-7.
  - Bd. 2: Literaturwissenschaft. Hrsg. von Helmut Gätje. Reichert Verlag, Wiesbaden 1987, ISBN 3-88226-145-5.
  - Bd. 3: Supplement. Hrsg. von Wolfdietrich Fischer. Reichert Verlag, Wiesbaden 1992, ISBN 3-88226-214-1.
- Erinnerungen 1930–1948. Verein für Bremerhavener Geschichte e. V., Bremerhaven 1996.